# Le avventure degli Shadok
Le avventure degli Shadok è una serie televisiva animata, creata dall'umorista e cartonista francese Jacques Rouxel, serie che destò scalpore in Francia, quando fu trasmessa per la prima volta nel 1968.
I personaggi degli Shadok si sono rivelati in Francia un importante fenomeno letterario, culturale e filosofico, diventando icona di satira politica e di costume, per indicare una mentalità contorta ed assurda.

## Trama
Gli Shadok sono delle creature extraterrestri, dall'aspetto simile a dei polli, caratterizzati da rozzezza e stupidità. Essi popolano un mondo a due dimensioni che cambia costantemente forma, causando violentissimi terremoti. Ci sono una serie di caverne chiamati inferni (goulp in Francese) dove vengono internati gli indesiderabili.
La massima autorità spirituale è conferita a uno sciamano noto come Lo Stagnino, dal caratteristico scettro sul quale è montato un rubinetto. Attraverso di esso egli scruta il cielo e compie divinazioni, ovviamente in una visione curvata e contorta.
È dispensato dalle leggi una sorta di pirata, chiamato Shado-Lupo-di-Mare, solitamente ubriaco, il cui passatempo è quello di mettere delle bottiglie dentro la sua nave, anziché dei modellini di nave dentro le bottiglie.
Gli Shadok sono in perenne conflitto con la civiltà dei Gibì, di un pianeta vicino. Sorta di esserini quadrupedi, sono disciplinati, intelligenti e razionali. La loro qualità è conferita dal calzare costantemente la tradizionale bombetta britannica, dove è custodito il proprio cervello. Anch'essi vivono in una situazione precaria, in quanto il loro mondo ha la forma di un piatto perennemente in bilico.
Entrambi considerano la Terra la meta ideale dove poter migrare, sicché concorrono ciascuno alla costruzione di razzi per poter partire, contendendosi il gas interstellare noto come Cosmogol 999, quale materia prima per il propellente.
Gli Shadok riescono nell'intento, in quanto uno di essi diviene loro leader, resosi intelligente per mezzo di un cappello smarrito da un Gibì, a sua volta regredito allo stato di demenza.
Una volta raggiunta la Terra, regna della confusione, rendendosi entrambi conto che non sia il mondo ideale che essi speravano.

## Ideazione
Rouxel dichiarava che Shadok derivasse dal nome del Capitano Haddock, coprotagonista del fumetto Le avventure di Tin Tin di Hergé. Il nome Gibì si rifà alla sigla automobilistica della Gran Bretagna, GB, un'allusione satirica alla mentalità fin troppo razionale e lineare del suo popolo, caratterizzato nell'iconografia dal tradizionale copricapo.
La società degli Shadok si basa su delle massime:
"Perché semplificare le cose quando si possono complicare?"

"Più si fallisce e più grande è la possibilità che funzioni"

"Non esiste una soluzione perché non esiste il problema"

"Per ridurre il numero degli infelici bisogna colpire gli stessi"

"Ogni vantaggio ha il suo svantaggio e viceversa"

"Se c'è una possibilità su mille di successo, si fallisca nei primi 999 tentativi"
Il linguaggio degli Shadok si articola su delle coppie di cinque monosillabi onomatopeici. Il loro cervello è costituito di solo quattro cellule, sicché ci si ricorda soltanto degli ultimi quattro fonemi appresi.
Gli Shadok passano il loro tempo ad azionare costantemente una pompa a mano:

"Meglio pompare anche se non accade nulla piuttosto che rischiare che accada il peggio senza far nulla".

## Edizione italiana
(Sigla di inizio)
La serie fu proposta in Italia nel settembre 1974 sul Secondo Programma RAI, in quattro puntate e di venti minuti ciascuna, nella programmazione domenicale in seconda serata. L'adattamento prevedeva una cornice narrativa del comico Oreste Lionello, nei panni di un eccentrico ed omonimo professore, provvisto di un singolare telescopio attraverso il quale scrutare il mondo dei personaggi. Seguivano degli intermezzi con interviste a dei personaggi surreali, interpretati dallo stesso Lionello.

Lo studioso è assistito da Robit, bizzarro androide con occhiali e marsina, memoria del recente omologo interpretato da Woody Allen nella commedia futuribile Il dormiglione.